# ستورورتا
شهر ستورورتا (به سوئدی: Storvreta) در ناحیه شهری اوپسالا در کشور سوئد واقع شده‌است. جمعیت این شهر ۲۱۲۲٫۶۹  نفر است.